# James Renwick Jr.
James Renwick Jr. (Nueva York, 11 de noviembre de 1818-ibid. 23 de junio de 1895) fue un arquitecto estadounidense del siglo XIX. Su obra fue ecléctica y adoptó diferentes mejoras técnicas, entre ellas el uso del hierro como elemento estructural. Su edificio más conocido es la catedral de San Patricio en Nueva York, ciudad donde también diseñó las iglesias de Gracia y Dependencias y de San Bartolomé.

## Vida y obra
Renwick nació en una familia rica y de buena educación. Su madre, Margaret Brevoort, era de una familia neoyorquina rica y socialmente prominente. Su padre, James Renwick, era ingeniero, arquitecto y profesor de filosofía natural en el Columbia College, ahora Universidad de Columbia. Sus dos hermanos también fueron ingenieros. Renwick está enterrado en el cementerio Green-Wood en Brooklyn, Nueva York, con su esposa y su padre.

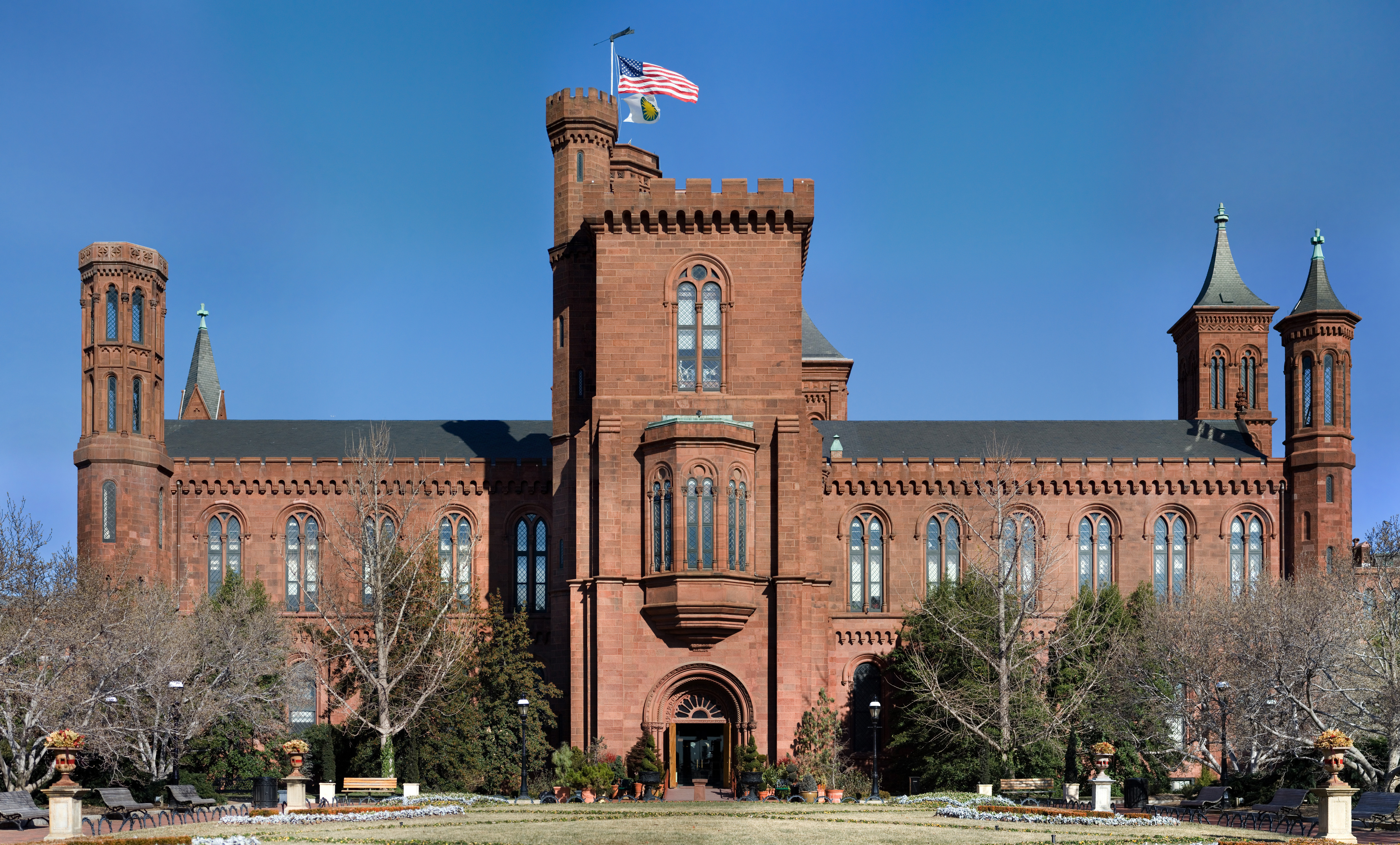
Castillo de la Institución Smithsonian, Washington D. C.

Renwick no se formó académicamente como arquitecto. Su interés en el diseño de edificios, y su habilidad, derivaronn de su buena formación, de los tempranos viajes realizados y de una amplia educación cultural que incluía la historia de la arquitectura. Aprendió las habilidades de su padre. Estudió ingeniería en Columbia, donde ingresó a los doce años y se graduó en 1836. Recibió una maestría tres años después. Al graduarse, ocupó un puesto como ingeniero estructural en el ferrocarril Erie y luego trabajó como supervisor en el embalse de Croton, actuando como ingeniero asistente en el acueducto de Croton en la ciudad de Nueva York.
Renwick recibió su primer encargo importante a la edad de veinticinco años, en 1843 cuando ganó el concurso para diseñar la iglesia de Gracia y Dependencias, una iglesia episcopal en la ciudad de Nueva York, que fue ejecutada en estilo neogótico, de inspiración inglesa. En 1846, Renwick también ganó el concurso para el diseño del edificio de la Institución Smithsonian en Washington D. C.. Construido entre 1847 y 1855, el edificio de muchas torres, generalmente conocido como «El Castillo», fue diseñado en estilo neorománico, según lo solicitado por la Junta de Regentes de la Smithsonian, y fue construido con arenisca roja extraída de la cantera Séneca, en Seneca, Maryland. Fue una gran influencia en la arquitectura neogótica en los Estados Unidos.

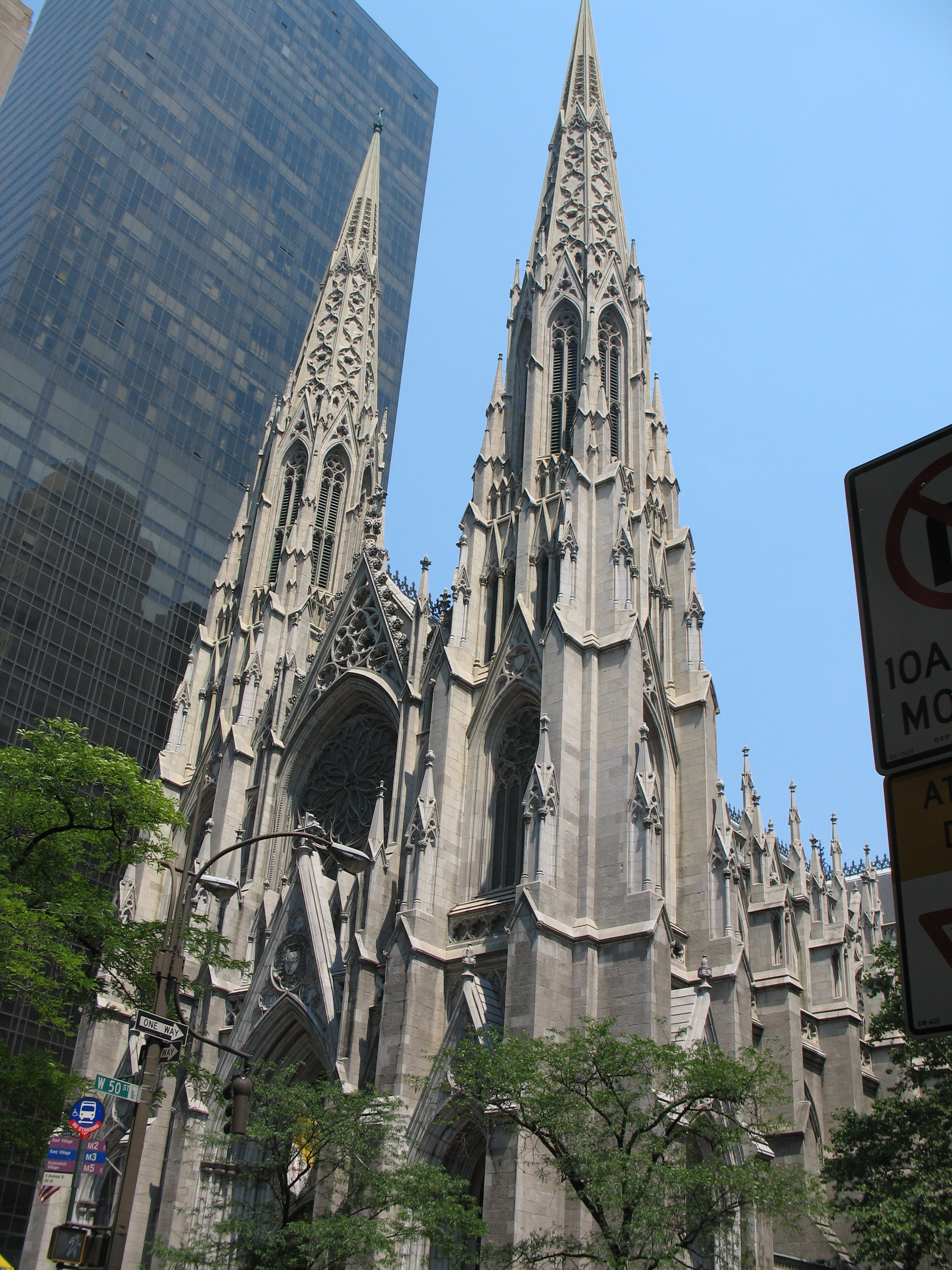
Catedral de San Patricio, Nueva York.

En 1849, Renwick diseñó el Free Academy Building (City College of New York ), en la ciudad de Nueva York, en Lexington Avenue y 23rd Street. Fue uno de los primeros edificios universitarios neogóticos de la Costa Este.
Renwick anordó luego la que se considera su mayor logro, y su edificio más conocido, la catedral de San Patricio en la esquina entre la Quinta Avenida y la Calle 51. Fue elegido arquitecto de la catedral católica en 1853; las obras de  construcción comenzaron en 1858 y la catedral se inauguró en mayo de 1879. La catedral es el ensayo más ambicioso en estilo neogótico y es una mezcla de influencias góticas alemanas, francesas e inglesas.
Otro de los edificios destacados que diseñó Renwick fue la Galería de Arte Corcoran (ahora sede de la Galería Renwick del Smithsonian), en estilo Segundo Imperio, en Washington D. C. (1859-1871). Otros tempranos encargos importantes fueron los edificios del campus de Vassar College en Poughkeepsie, Nueva York (1861-1865), incluido el Main Hall (1860); la iglesia de San Bartolomé (1871-1872) en Madison Avenue y 44th Street en la ciudad de Nueva York (ahora demolida); la iglesia católica de Todos los Santos (1882-1893) en Harlem, en estilo neogótico victoriano; y muchas mansiones para cliente adinerados de la zona, incluida la casa de Peter Aims-Aimes, Martinstow, en West Haven, Connecticut. Renwick es venerado en Ipswich, Massachusetts, como el arquitecto que diseñó la Iglesia Ascension Memorial, cuya primera piedra se colocó en octubre de 1869.

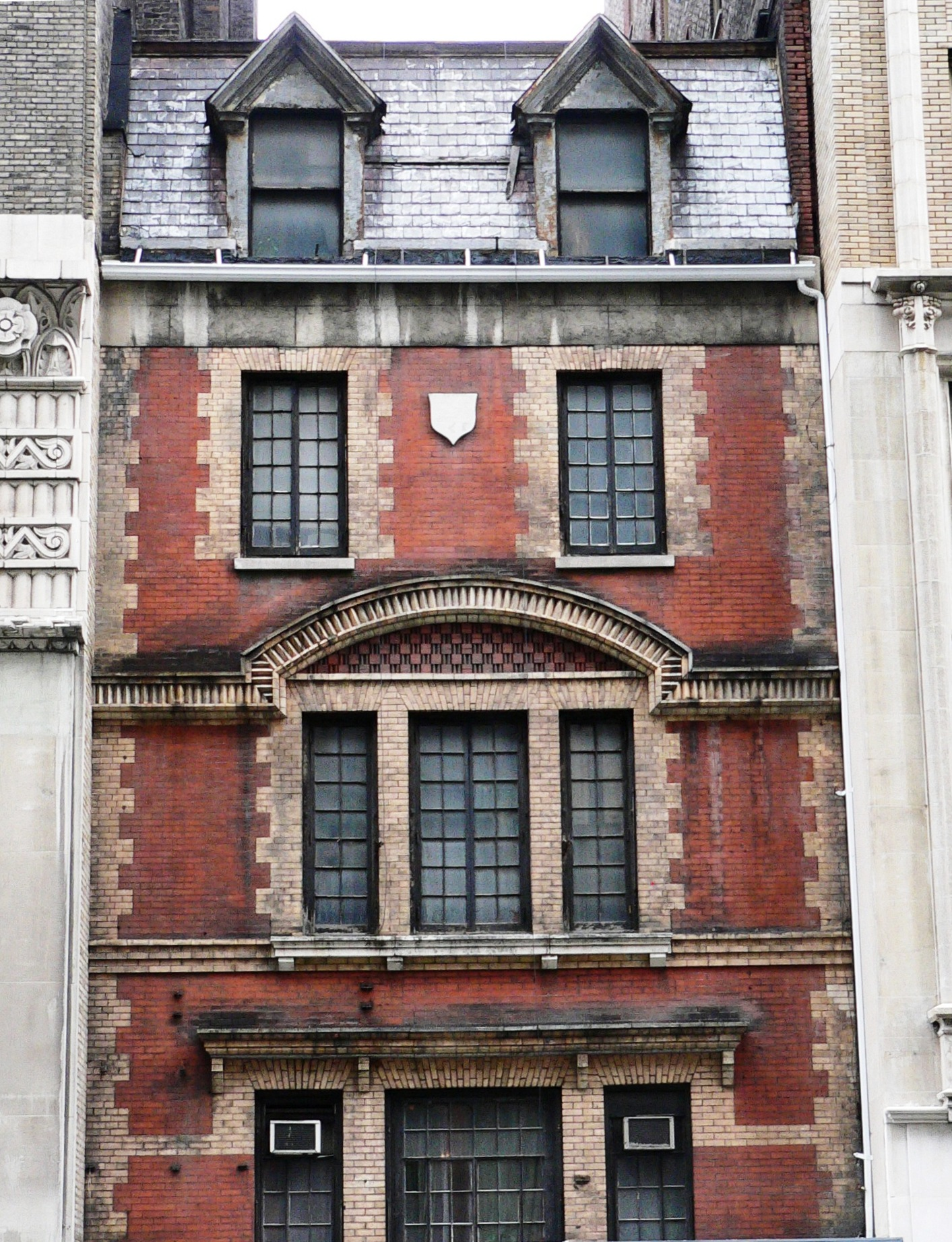
Los pisos sobre el nivel de la calle de la Primera Sala Capitular de St. Anthony Hall.

Renwick también diseñó la primera sala capitular de St. Anthony Hall/Delta Psi, la sociedad universitaria secreta fraternal que se fundó en la Universidad de Columbia en 1847. Aunque la edificación de 1879 en 29 East 28th Street ahora está empañada por un escaparate a nivel de la calle, en 1990 Christopher Gray escribió en el New York Times que «Fotografías antiguas muestran un arreglo alto con la figura de un búho en el techo puntiagudo y un placa con las letras griegas Delta Psi sobre la sala capitular sin ventanas. En 1879, The New York Tribune lo llamó Renacimiento francés, pero las pilastras achaparradas y los detalles en bloques sugieren el neogriego que entonces estaba cerca del final de su popularidad». En 1899, la fraternidad se mudó a una nueva sala capitular en Riverside Drive y durante algunos años el edificio original se mantuvo como casa club para los miembros graduados. En ese momento, un periódico lo describió como una «bijou perfecta de decoración de buen gusto».
También diseñó algunas sedes bancarios; los hospitales de caridad y viruela en Roosevelt Island; el edificio principal del Children's Hospital en Randall's Island; los manicomios ebrios y lunáticos en isla Wards y la antigua fachada de la Bolsa de Nueva York. Renwick también fue arquitecto supervisor de la Comisión de Caridades y Corrección. La Biblioteca Avery de Arquitectura y Bellas Artes de la Universidad de Columbia conserva un pequeño grupo de dibujos y documentos arquitectónicos de Renwick.
Renwick también fue el diseñador del campanario de la catedral basílica de San Agustín, en Florida. El trabajo fue encargado por Henry M. Flagler, socio de Standard Oil, quien en ese momento estaba construyendo hoteles de lujo en la ciudad histórica. Renwick y su esposa Anna Aspinwall vivían y eran propietarios de una propiedad en el área del faro de San Agustín en la isla Anastasia. En la primavera de 1890, Renwick escuchó a Franklin W. Smith pronunciar un discurso para obtener apoyo para su Diseño y prospecto para una Galería Nacional de Historia del Arte en Washington. Renwick apoyó la idea y se ofreció a proporcionar dibujos, planos e ilustraciones para el proyecto. Smith aceptó con gratitud y la firma de Renwick, Aspinwall & Russell pasó seis meses completando su contribución.

## Historia de la firma
A finales de la década de 1850, ya bien establecido, Renwick se asoció temporalmente con Richard T. Auchmoty. En las décadas de 1860 y 1870, algunas de las comisiones de Renwick se acreditan como Renwick & Sands. Estos indican la asociación de corta duración de Renwick con el arquitecto Joseph Sands, e incluyen la Iglesia del Santo Sepulcro en Nueva York, 1869, y el Edificio de Caridades Públicas de la Ciudad de Nueva York (demolido), en 66 Third Avenue.
Una constante en la firma fue J. Lawrence Aspinwall (1854-1936), quien comenzó a trabajar para Renwick en 1875, ejerció en la firma por más de 60 años, fue socio de 1880 a 1925 y se convirtió en miembro de la AIA en 1914. Aspinwall era el primo de Anna, la esposa de Renwick.
De 1878 a 1894, la empresa se conoció como Renwick, Aspinwall & Russell, con la asociación de William Hamilton Russell, sobrino nieto de Renwick. Después de su graduación, Russell se convirtió en un protegido de su tío abuelo, quien diseñó la sala capitular de la fraternidad de Russell, St. Anthony Hall, en 25 East 28th Street, Nueva York en 1878, el mismo año en que Renwick completó Catedral de San Patricio. Es probable que Russell contribuyó con trabajo tanto en la primera sala capitular de su fraternidad como en la catedral durante su aprendizaje con Renwick. Russell partió en 1894 para cofundar Clinton & Russell.
Después de la muerte de Renwick en 1895, la organización sucesora inmediata se llamó Renwick, Aspinwall & Renwick, luego Renwick, Aspinwall & Owen, con la adición de Walter Tallent Owen. En 1904, se hizo conocido como Renwick, Aspinwall & Tucker, luego Renwick, Aspinwall & Guard a finales de la década de 1920.
Varios de los empleados protegidos de Renwick se convirtieron en arquitectos influyentes por derecho propio, entre ellos:
- Bertram Grosvenor Goodhue, cuyos diseños incluyeron el Salón de la sociedad secreta Wolf's Head en Yale, el edificio del Capitolio del Estado de Nebraska, el Parque Balboa (San Diego) y la capilla en West Point. Comenzó su aprendizaje en Renwick, Aspinwall y Russell en 1884, y su aprendizaje terminó en 1891 cuando ganó un concurso nacional de diseño para St. Matthew's en Dallas, Texas. Sus primeros años en la firma de Renwick coincidieron en parte con los primeros años de Russell, a continuación.
- John Wellborn Root, uno de los fundadores del estilo de la Escuela de Chicago.

Dibujo de la Catedral de San Patricio de Nueva York, por James Renwick, arquitecto.

## Grandes edificios diseñados
- ca. 1842: casa Mark Twain, 21 Fifth Avenue, Nueva York (demolida en 1953)
- 1843-1846: Iglesia de Gracia y Dependencias, New York
- 1847-1855: Edificio de la Smithsonian Institution, Washington, D. C.
- 1848: Iglesia del Calvario, New York
- 1849: Free Academy Building, City College of New York, Lexington Avenue and 23rd Street, Ciudad de Nueva York
- 1850: Oak Hill Cemetery Chapel, Washington, D. C.
- ca. 1850: Rhinelander Gardens, 110-124 West 11th Street, Nueva York, una hilera de casas de tres pisos por encima del sótano elevado (demolidas en 1956)
- 1852: iglesia reformada de Saugerties, 173 Main St Suagerties, Nueva York

- 1852: Municipal Courthouse, 817 Princess Anne Street, Fredericksburg, Virginia

- 1858-1879: Catedral de San Patricio de Nueva York, Nueva York
- 1859-1871: Galería de Arte Corcoran (actualmente Renwick Gallery), Washington, D. C.
- 1861-1865: Main Building, Vassar College, Poughkeepsie, Nueva York
- 1862-1869: Cathedral of Our Merciful Saviour, Faribault, Minnesota
- 1863: ampliación de la iglesia de St. Barnabas, Irvington, New York
- 1866-1869: St. Ann & the Holy Trinity Church, Clinton and Livingston, Brooklyn, Nueva York
- 1867: iglesia episcopla de St. Mary, Foggy Bottom, Washington, D. C.
- 1869: Residencia de Greymore Friars, Nueva York
- 1869: Catedral High School, Nueva York
- 1870: Primera glesia Presbiteriana de Hartford, Connecticut (Renwick & Sands)[14]
- 1871-1872: Iglesia Episcopal de San Bartolomé, Madison Avenue and East 44th Street, Nueva York (demolida)
- 1872-1874: Segunda Iglesia Presbiteriana, Chicago
- 1879: capilla de St. Claire, Aiken, Carolina del Sur
- ca. 1879: antigua St. Anthony Hall Chapter House, Nueva York
- 1882-1883: iglesia de San Nicolás de Myra, East 10th Street, Nueva York
- ca. 1890: Demarest Building, Fifth Avenue y East 33rd Street, Nueva York

## Galería de imágenes

Edificios religiosos
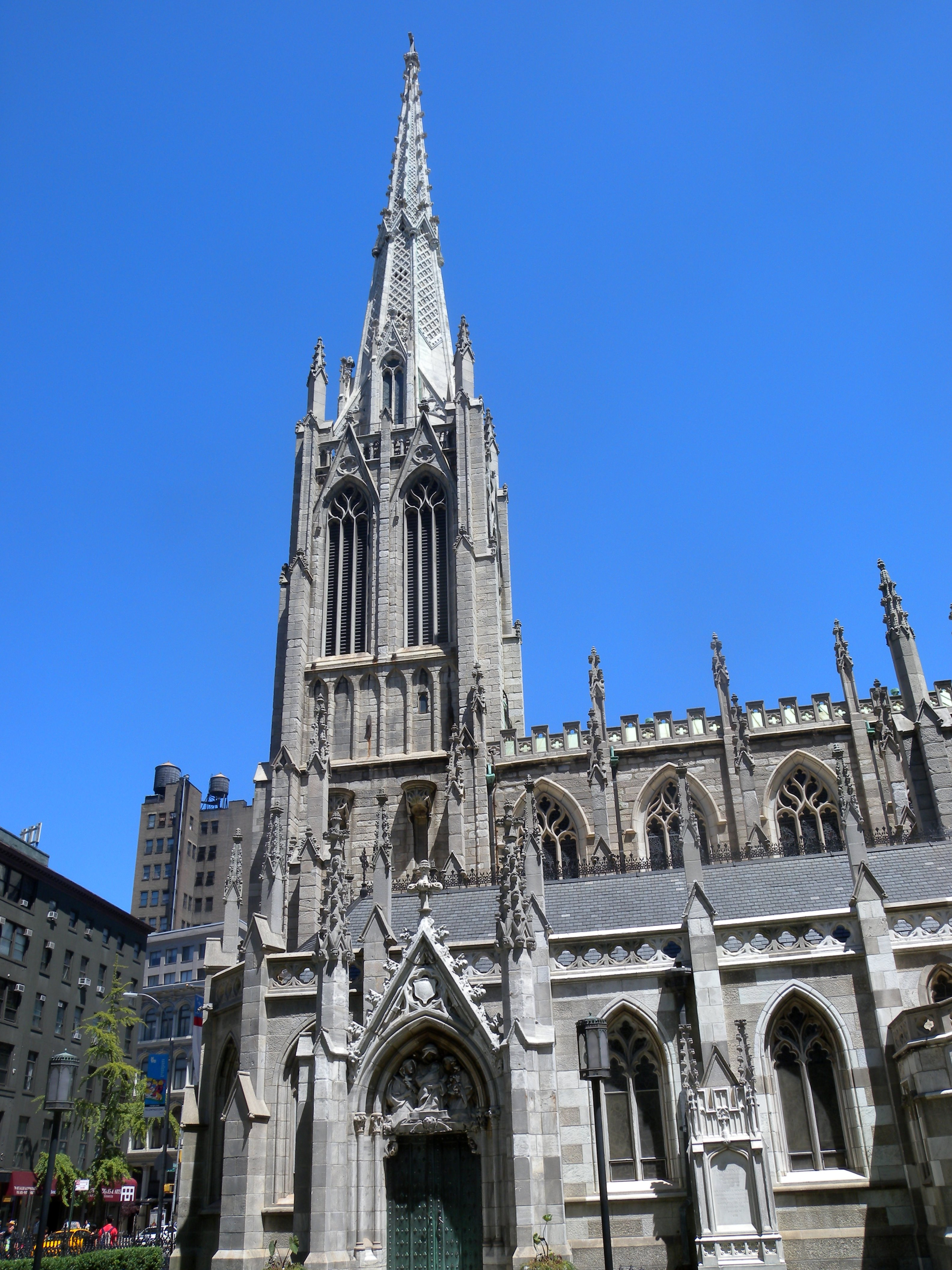
Iglesia de Gracia (1843) Manhattan
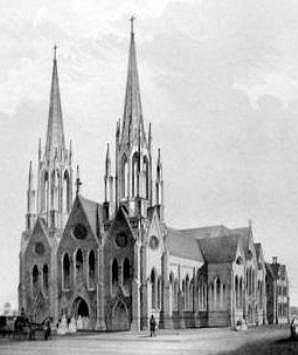
Iglesia del Calvario (1848) Manhattan
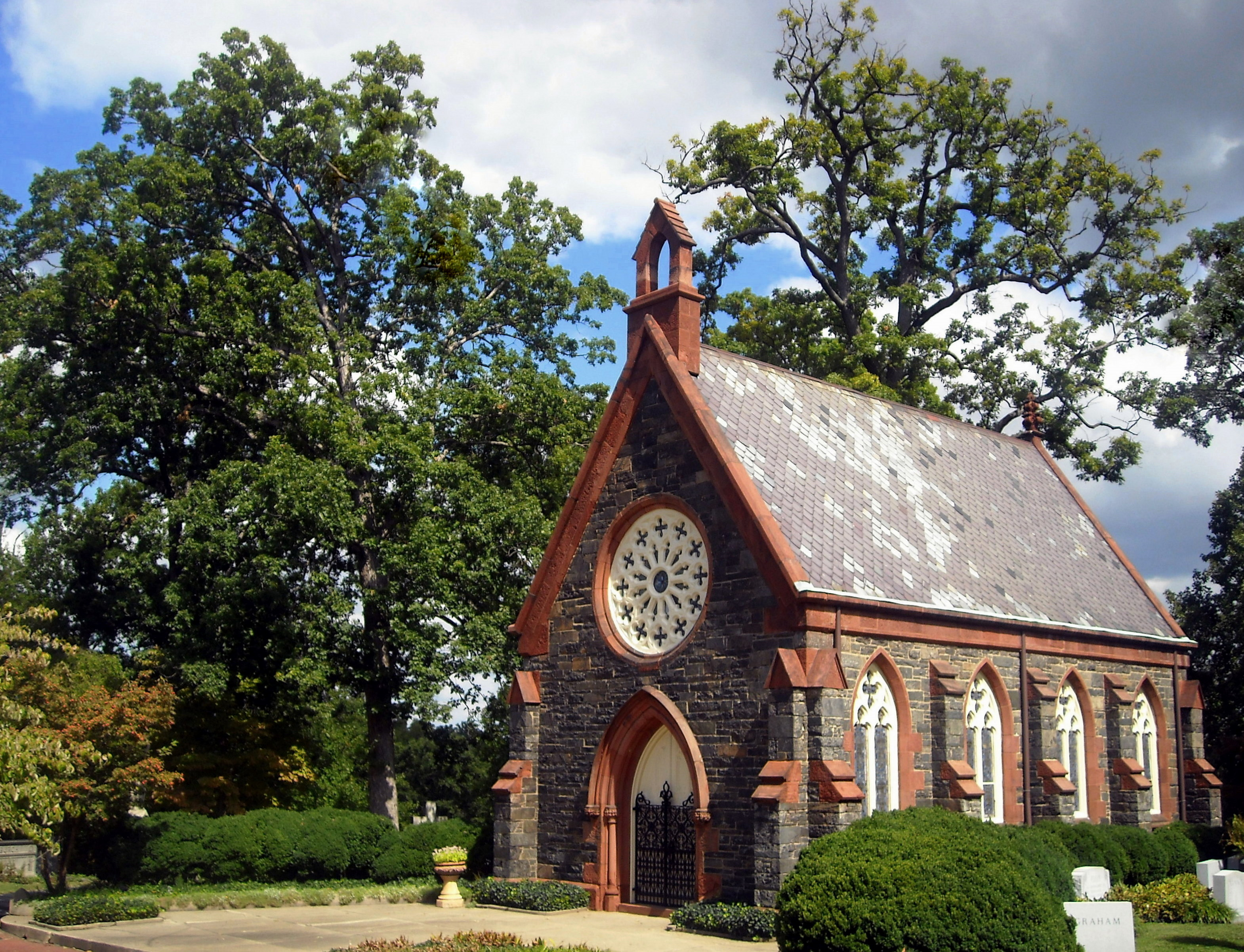
Cementerio Oak Hill (1850) Georgetown
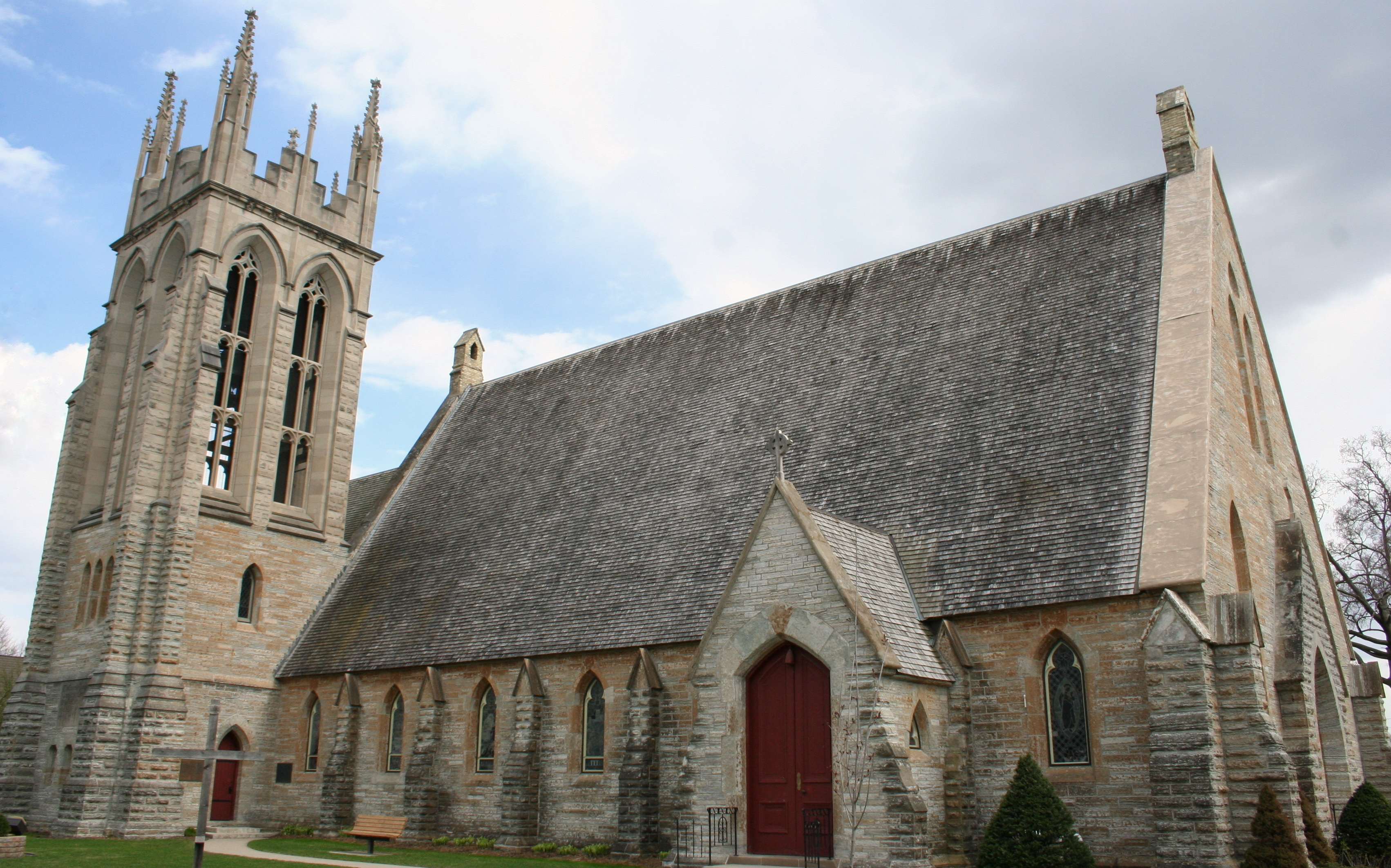
Catedral de Nuestro Salvador Misericordioso (1869) Faribault
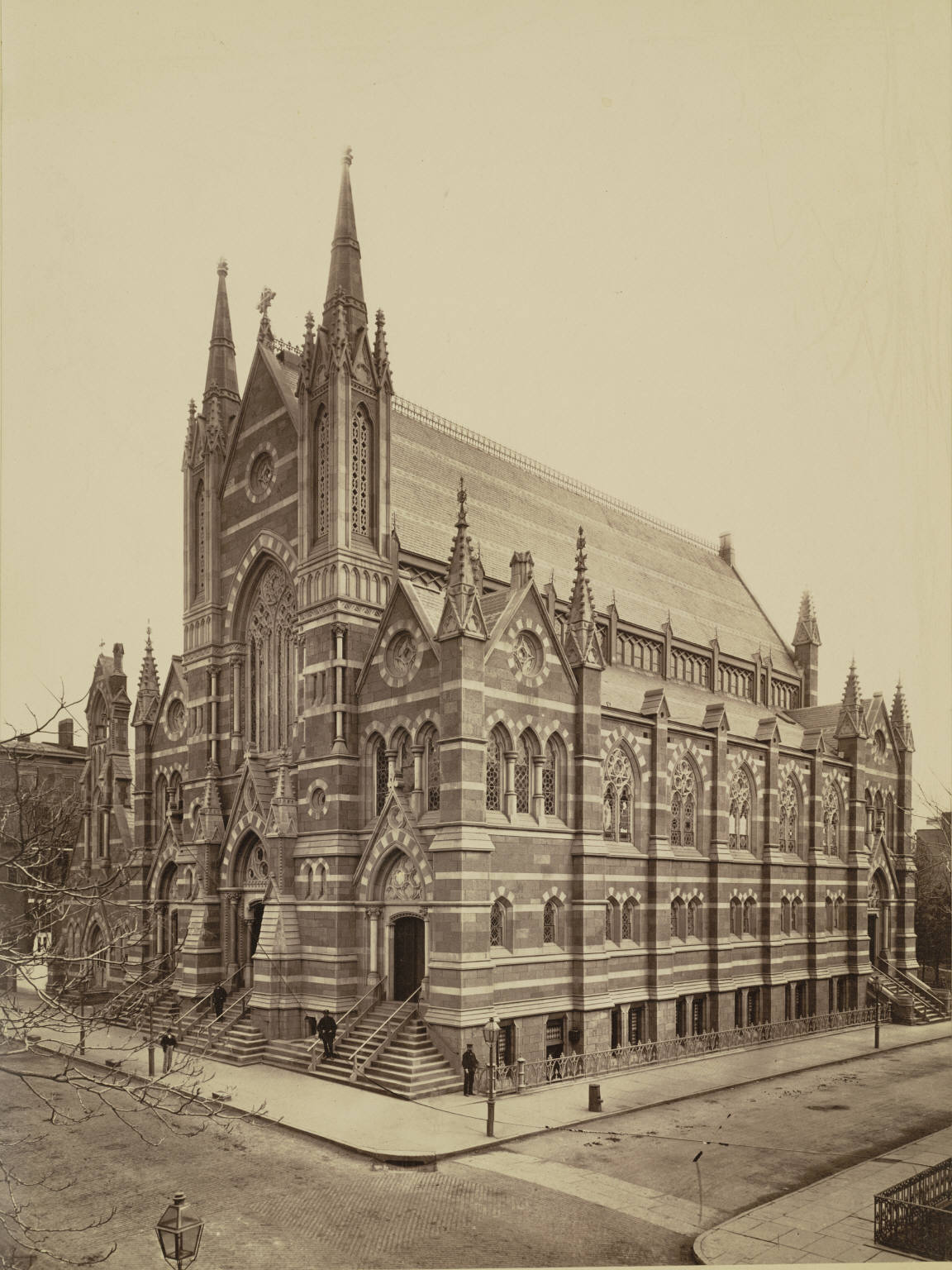
Iglesia de Santa Ana (1869) Brooklyn
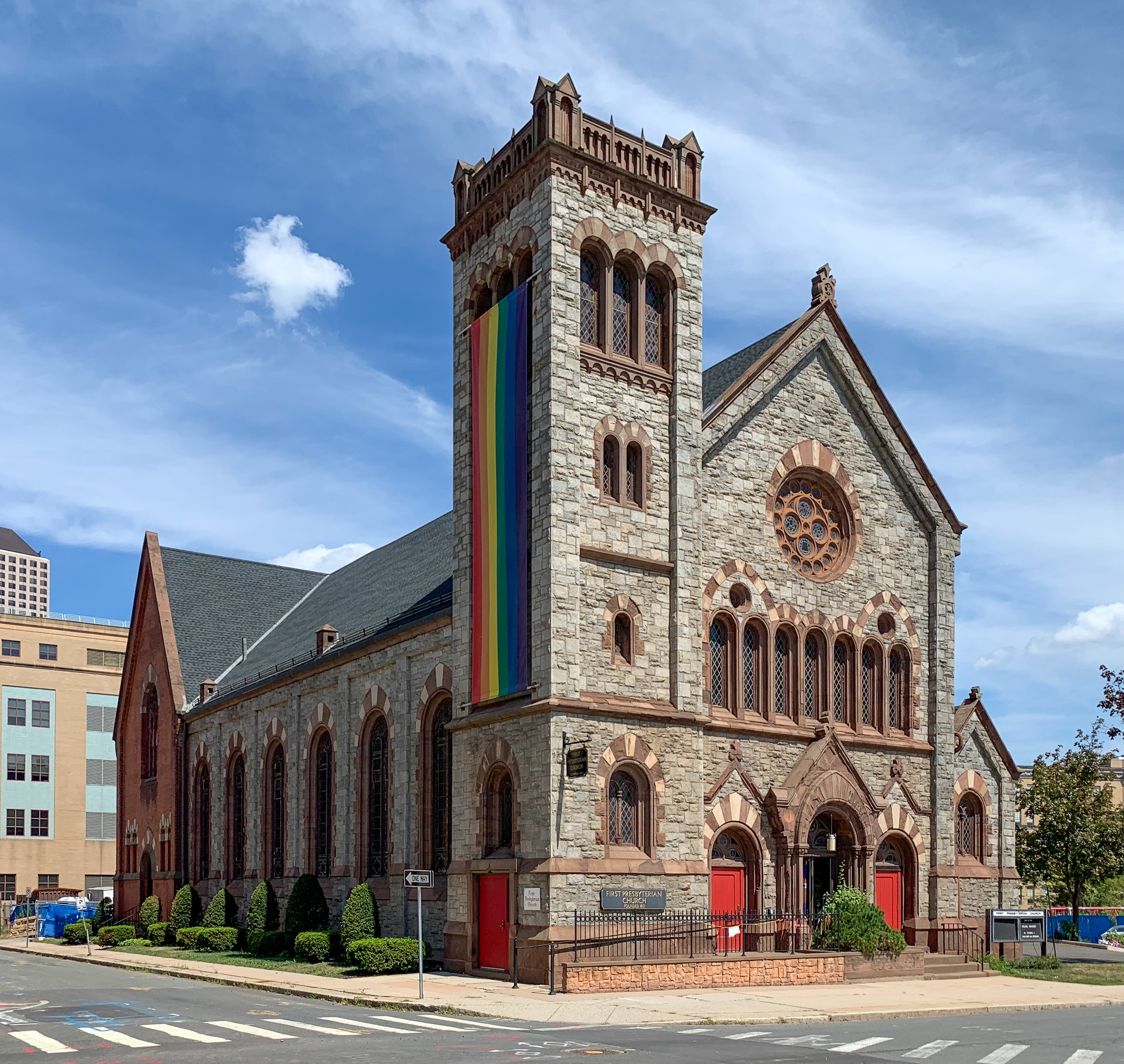
Primera Iglesia Presbiteriana (1870, Renwick y Sands) Hartford
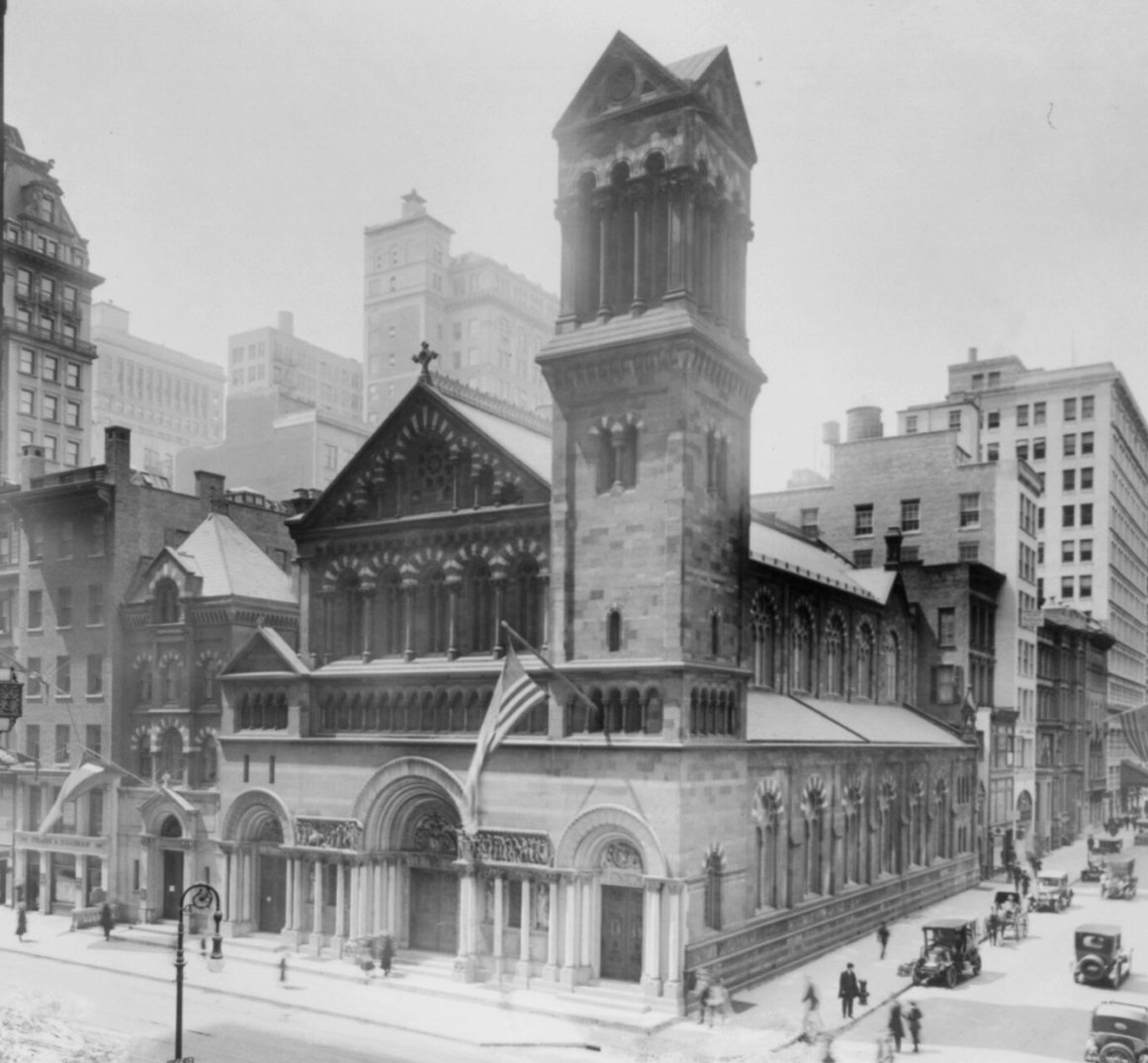
Iglesia de San Bartolomé (1872), Manhattan (demolida)
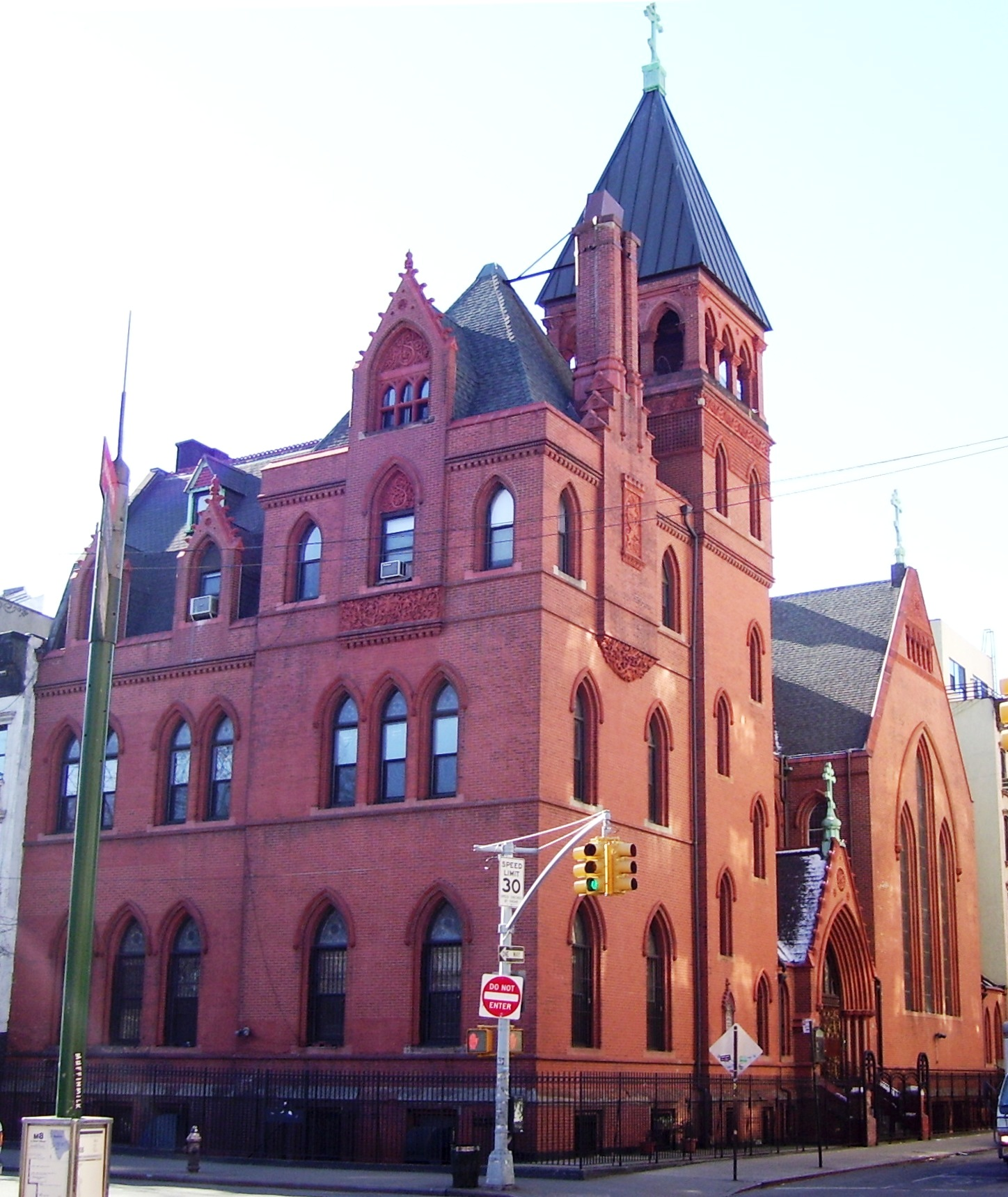
Iglesia de San Nicolás de Myra (1883) Manhattan

Edificios civiles
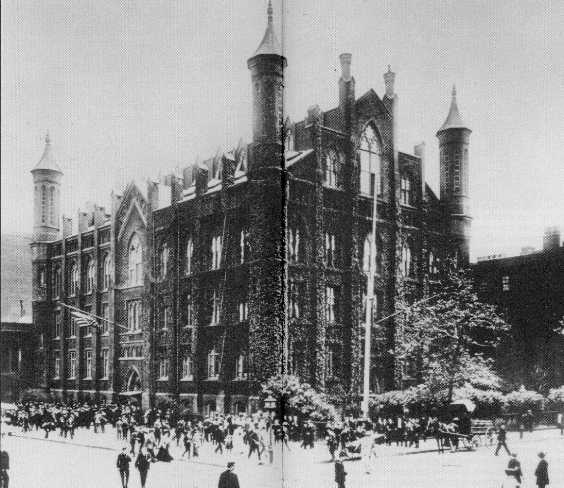
La Academia Libre (1847) Manhattan
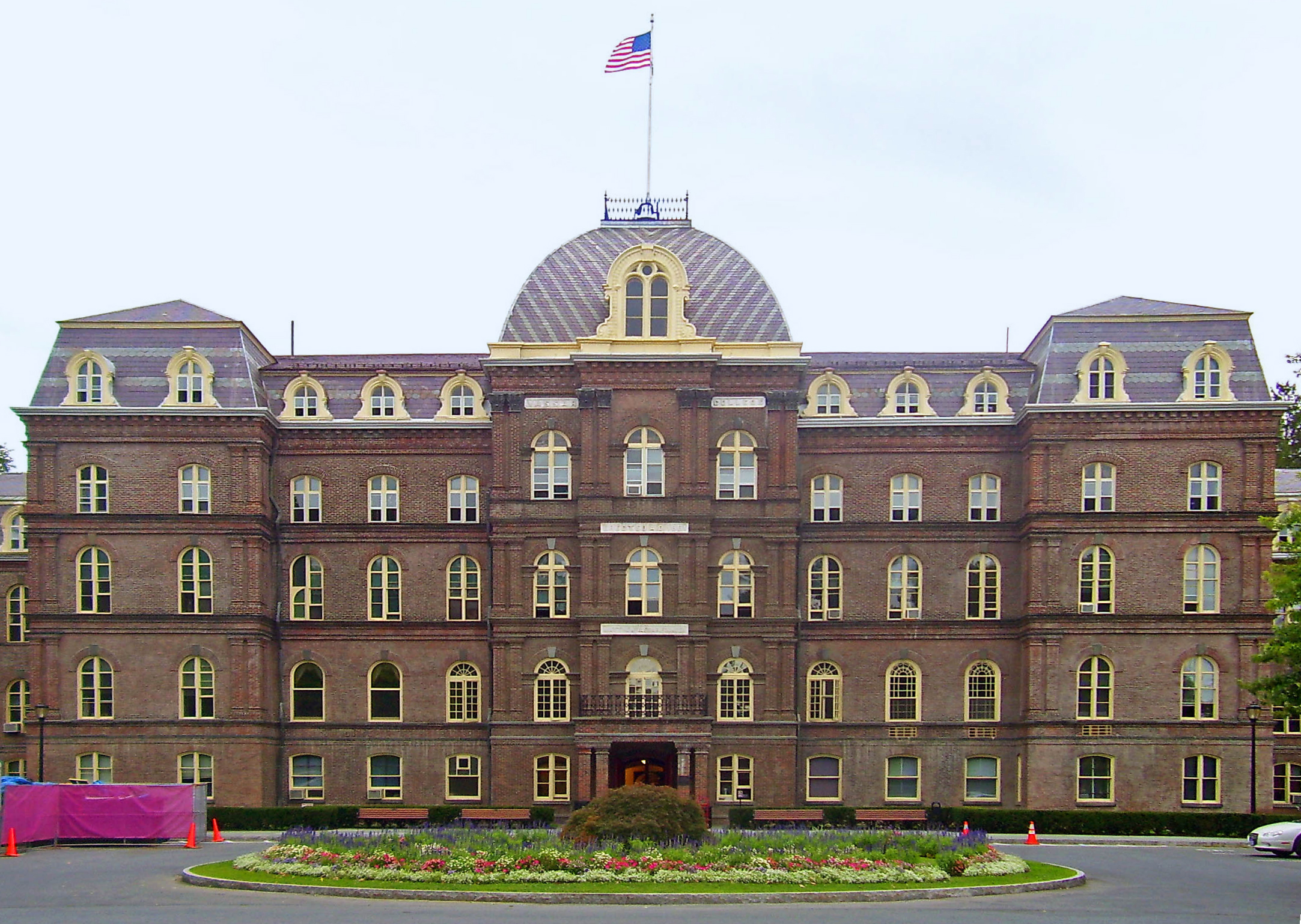
Old Main, Vassar College (1861) Poughkeepsie
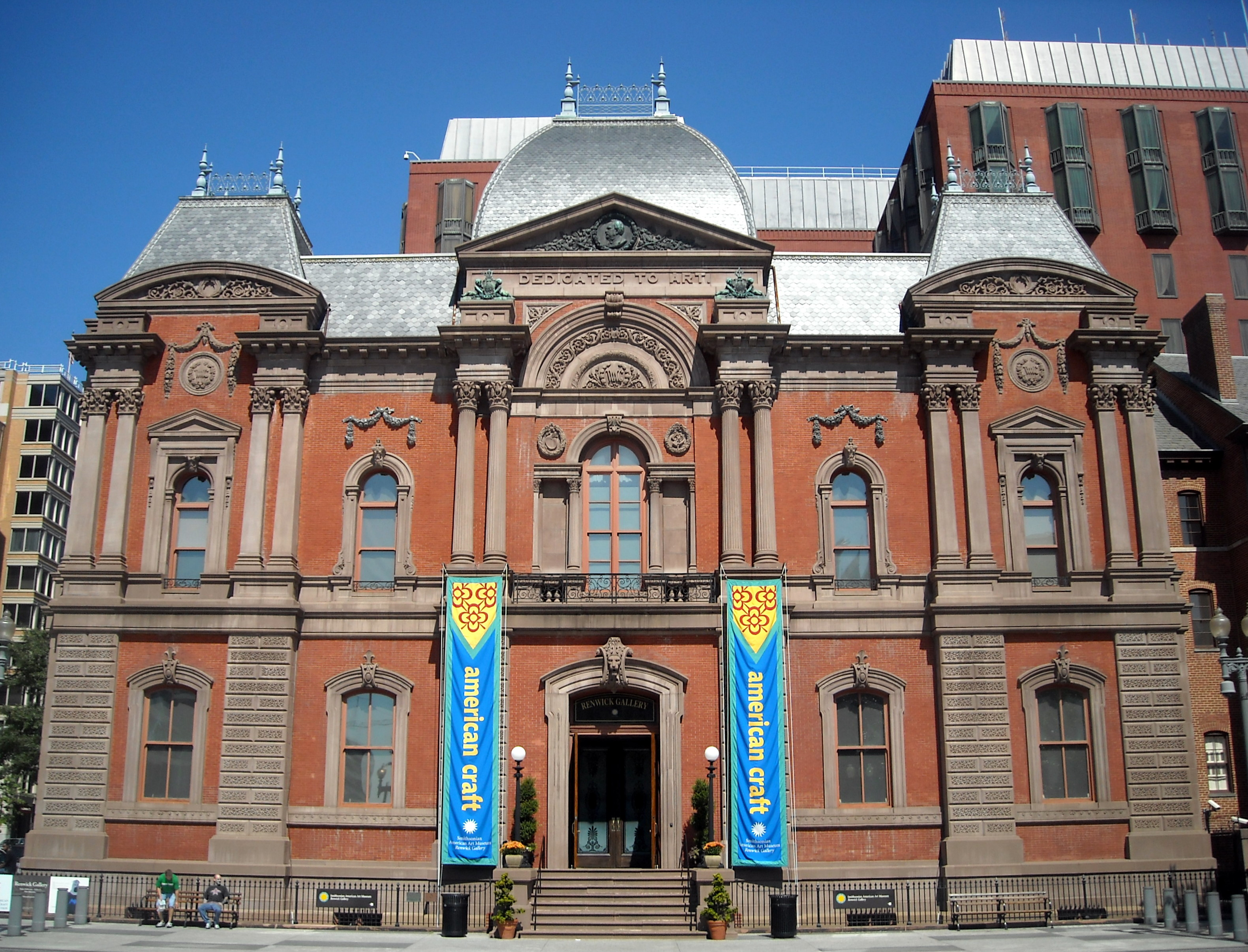
Galería Renwick (1874) Washington D. C.
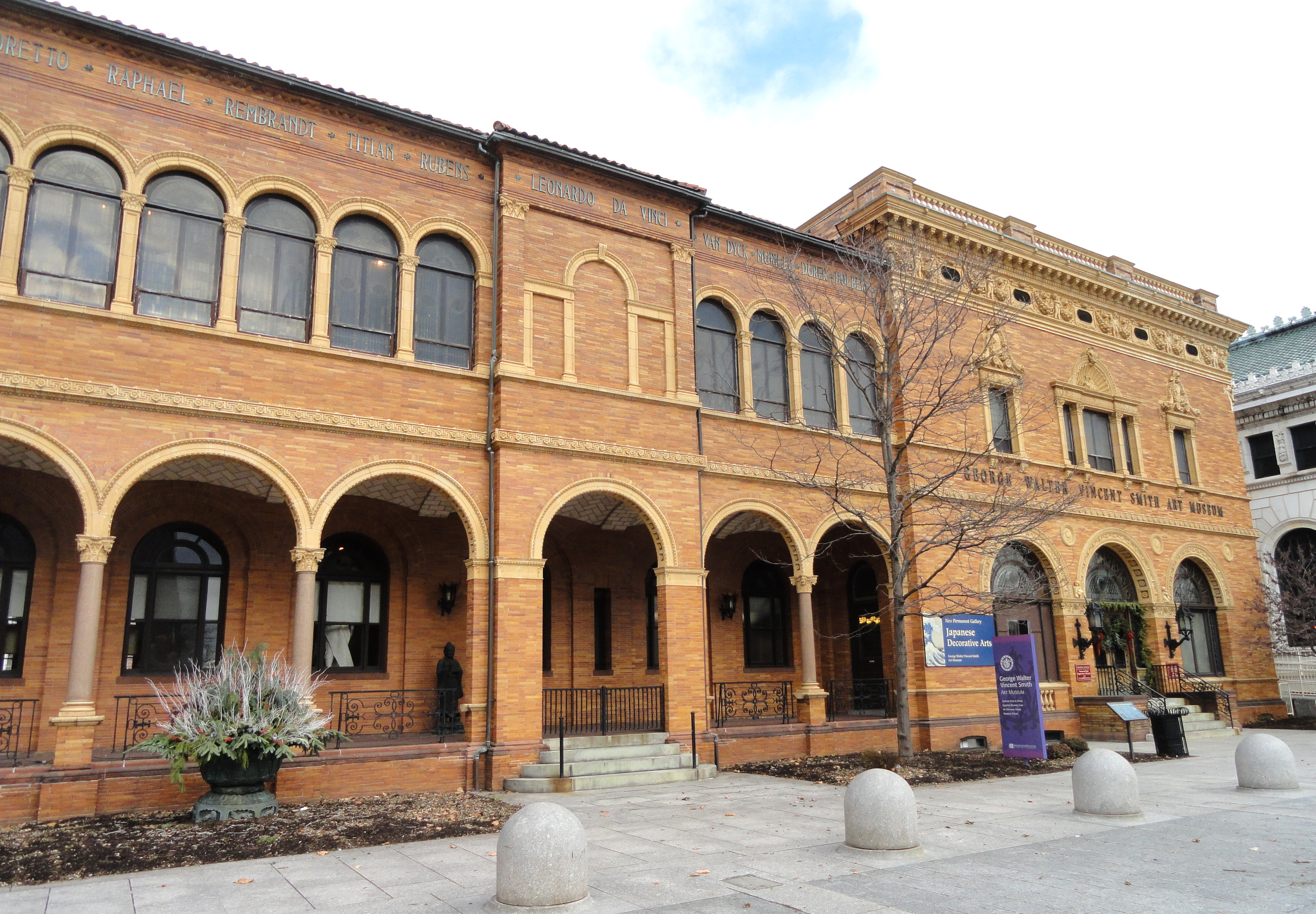
Museo de Arte George Walter Vincent Smith (1895) Springfield